# National Research Development Corporation
La National Research Development Corporation (Société nationale de développement de la recherche ou NRDC) était un organisme gouvernemental non ministériel établi par le gouvernement britannique pour aider et promouvoir le transfert de technologie du secteur public au secteur privé.

## Historique
Le NRDC a été créé par le gouvernement travailliste de Clement Attlee en 1948 pour répondre à un besoin ressenti afin d'exploiter les nombreux produits qui ont été développés au cours de la Seconde Guerre mondiale par les établissements de recherche de la défense. Le premier directeur général a été Lord John Giffard.
Le NRDC a été créé en Inde en 1953 pour aider à développer et promouvoir des technologies développées dans diverses institutions des centres de R&D nationaux.
Le premier aéroglisseur commerciale, le SR.N1, a été construit en vertu d'un contrat passé par le NRDC à Saunders-Roe en 1958.
En 1981, le NRDC a été fusionné avec le National Enterprise Board (NEB ou Conseil national des entreprises) pour former la British Technology Group (BTG ou Groupe de technologie britannique).

## Opérations
Typiquement, le NRDC faisait breveter le produit pour l'exploitation commerciale et touchait des redevances que les entreprises du secteur privé ont généré des ventes de ces produits.

Des exemples de tels produits comprennent la fibre de carbone, l'amiante, les plastiques composites et l'évolution de la technologie des semi-conducteurs.
Le développement de l'aéroglisseur n'aurait également pas pu avoir lieu sans la participation de la NRDC.

## Sources
- National Archive for the History of Computing, Université de Manchester